# Chelton Linger
Chelton Linger (Amsterdam, 14 april 1988) is een Nederlands voetballer die als spits voor FC Omniworld speelde.

## Carrière
Chelton Linger maakte zijn debuut voor FC Omniworld in de Eerste divisie op 18 januari 2008, in de met 4-1 gewonnen thuiswedstrijd tegen FC Emmen. Hij kwam in de 86e minuut in het veld voor Diangi Matusiwa. Vanaf 2009 speelde Linger voor AFC, Quick Boys, FC Chabab, OFC, AVV Swift,AVV Zeeburgia, RKSV DCG en FC Aalsmeer. Na het seizoen 2019/2020 besloot hij te stoppen met selectievoetbal

### Statistieken
| Seizoen                        | Club           | Land           | Competitie       | Competitie | Competitie | Beker | Beker | Totaal | Totaal |
| Seizoen                        | Club           | Land           | Competitie       | Wed.       | Dlp.       | Wed.  | Dlp.  | Wed.   | Dlp.   |
| ------------------------------ | -------------- | -------------- | ---------------- | ---------- | ---------- | ----- | ----- | ------ | ------ |
| 2007/08                        | FC Omniworld   | Nederland      | Eerste divisie   | 1          | 0          | 0     | 0     | 1      | 0      |
| 2008/09                        | FC Omniworld   | Nederland      | Eerste divisie   | 2          | 0          | 0     | 0     | 2      | 0      |
| 2010/11                        | AFC            | Nederland      | Topklasse Zondag | 21         | 4          | ?     | 1     | 21     | 5      |
| 2012/13                        | FC Chabab      | Nederland      | Topklasse Zondag | 8          | 2          | 0     | 0     | 8      | 2      |
| Carrièretotaal                 | Carrièretotaal | Carrièretotaal | Carrièretotaal   | 32         | 6          | ?     | 1     | 32     | 7      |
| Bijgewerkt op 25 december 2016 |                |                |                  |            |            |       |       |        |        |